# 蔡诚 (元朝)
蔡诚（？—1359年），元朝末年将领。
蔡诚作为都将，跟随伯颜不花的斤镇守衢州。至正十八年（1358年），红巾军将领王奉国率军攻围信州（今江西上饶市）。至正十九年（1359年），伯颜不花的斤援救信州，入城守御，苦战半年，城破，伯颜不花自刎。蔡诚把自己的妻儿都杀死，与蒋广合兵，与红巾军进行巷战。蔡诚遇害，蒋广为王奉国所擒。